# Отрицание геноцида армян
Отрица́ние геноци́да армя́н — утверждения, что массовое уничтожение армянского населения в Османской империи в 1915 году не было геноцидом, а также действия в поддержку таких утверждений.
Геноцид армян является преступлением, имеющим большое количество доказательств и подтверждённым подавляющим большинством учёных.
Основные аргументы ревизионистов, противостоящих доминирующим в академическом сообществе взглядам на геноцид армян, сводятся к занижению численности армянских жертв, отрицанию целенаправленной политики по уничтожению армян, преувеличению участия самих армян в антиосманских акциях и убийствах мусульман. Радикальные отрицатели вообще не признают существование значительной армянской общины на исторической территории Турции.
Отрицание геноцида армян отличается от других форм опровержения геноцида, осуществляемого частными лицами или организациями, тем, что официально поддерживается Турецкой и Азербайджанской республиками, также официальной историографией этих стран. Это придаёт ему более респектабельный вид в академических кругах и делает его политически мотивированным. Турецкая Республика признаёт многочисленные армянские жертвы, однако всесторонне поддерживает отрицание геноцида армян, например, спонсирует университеты, обеспечивающие поддержку турецкой позиции.
Некоторые исследователи указывают, что, признавая многочисленные армянские жертвы, ряд стран, в частности, Великобритания и Израиль, избегают использовать термин «геноцид», исходя из политической целесообразности.
Во Франции и Швейцарии были приняты законы об ответственности за отрицание геноцида армян, впоследствии, французский закон был отменён, как не соответствующий принципу свободы слова.

## Предмет отрицания
Геноцид армян — массовое убийство армянского населения, организованное и осуществлённое в 1915 году (по мнению некоторых исследователей, длившееся до 1923 года) на территориях, контролируемых властями Османской империи и Турецкой Республики. Геноцид заключался в физическом уничтожении и депортации, включая перемещение гражданского населения в условиях, приводивших к неминуемой смерти. В результате политики геноцида погибло не менее 1 миллиона армян (оценки доходят до 3,5 миллионов). Сам термин «геноцид» был предложен для обозначения массового уничтожения армянского населения в Османской Турции и евреев на территориях, оккупированных нацистской Германией (Холокост). Геноцид сопровождался уничтожением исторического и материального наследия армян, населявших эти территории с VII века до н. э.

## Исторический контекст
Политика Турции в отношении геноцида армян была сформулирована Мустафой Кемалем Ататюрком, который в программной речи в Анкаре в 1919 году привёл все классические оправдания насильственных агрессий: виновность жертвы, «всё было не так плохо, другие поступили бы ещё хуже». Кемаль прямо возложил вину на армян и высоко оценил толерантность мусульман Османской империи; он также окружил себя людьми, которые участвовали в уничтожении армян.
После образования Турецкой Республики в 1923 году её политическая и интеллектуальная элита не чувствовала потребности дистанцироваться от геноцида армян или от совершавших его людей. Управляющая элита состояла главным образом из бывших функционеров Иттихад, многие из которых лично принимали участие в уничтожении армян, и находилась в коалиции с региональными лидерами и племенными вождями мусульман, которые получили большую прибыль от депортации армян и греков. Обсуждение вопроса геноцида армян могло разрушить эту коалицию.
В 1926 году национальное собрание Турции приняло закон о пенсиях вдовам и сиротам членов Иттихад, убитых армянами в рамках операции возмездия «Немезис», а также казнённых по решению военного трибунала 1919 года. В октябре 1927 года на съезде Республиканской партии Турции Мустафа Кемаль в течение нескольких дней рассказывал о том, как в борьбе за независимость создавалась турецкая нация. Этот текст был принят в качестве официальной турецкой истории и представлялся государством как сакральный. Согласно этой истории, генезис турецкой нации начался в 1919 году, а в её формировании принимали участие исключительно мусульмане, в первую очередь, турецкие. Речь прославляла турок и изобличала христианские меньшинства и Запад. Историческая концепция Ататюрка игнорировала исторически сложившуюся традиционную полиэтничность турецкого общества. В коллективном мифе о Турецкой Республике не было места для этнических меньшинств: армян, курдов, греков, а о насилии над ними в дореспубликанский период и после него умалчивалось. До настоящего времени уголовное законодательство Турции считает преступлением критику по отношению к кемалистской версии истории, что делает невозможным её обсуждение в турецком обществе.
С 1919 года Турция стала неотъемлемой и важной частью американских стратегических интересов, крупным рынком сбыта и форпостом против Советской России, а затем и СССР. Вторым крупнейшим игроком на Ближнем Востоке являлась Великобритания. Обе эти страны исходили из принципа, что чем меньше возникает вопросов об этническом составе Турции, тем лучше, и во всём содействовали турецкому отрицанию армянского геноцида.
В 1919 году Верховным комиссаром США в Турции был назначен адмирал Марк Бристоль (англ. Mark Lambert Bristol), который был искренне убеждён, что Вильсоновская Армения как буфер между Ираком и Советской Россией служит на пользу только Франции и Великобритании. В экономической сфере Бристоль стремился закрепить американское влияние в Турции. «Подозрительные» национальные меньшинства воспринимались им как угрожающие стабильности Турции. Политика США исходила из того, что государство Армения не сможет самостоятельно существовать без внешней защиты, а этой защитой могла быть только Советская Россия. С первых же дней пребывания в Стамбуле Бристоль начал критиковать действия американских организаций по помощи армянам и противодействовал попыткам организации «Ближневосточная помощь» (англ. Near East Relief) вывезти из Турции армянских сирот, заявив, что «лучше пожертвовать этими сиротами, если это необходимо для установления доверия». Также Бристоль противодействовал попыткам вызволить армянских женщин, попавших в турецкие семьи. Во время массового обмена населением между Турцией и Грецией, начатого в 1922 году, Бристоль охарактеризовал греков и армян как «пиявок, на протяжении веков высасывающих кровь», и публично заявил, что все христиане должны покинуть Турцию и поселиться в другом месте. Всё это прекрасно сочеталось с националистической и антихристианской риторикой Иттихат и кемалистов.
Миссионерская литература в США в основном была положительно настроена к армянам и отрицательно к туркам, и, кроме того, события 1915 года было трудно интерпретировать в пользу Турции. Для создания «баланса» Бристоль преуменьшал количество армянских жертв или вообще отказывался их признавать. В феврале 1920 года он умышленно дезинформировал Госдеп США о резне армян в Киликии, заявляя, что там не было жертв. В тех случаях, когда ему приходилось объяснять массовые убийства, Бристоль заявлял, что этим занимались «все народы в этой части мира». Ещё одним активным сторонником пересмотра взглядов на происшедшее был адмирал Колби Честер (англ. Colby Mitchell Chester), написавший в 1922 году, что Османское правительство за большие деньги перевозило армян в самые восхитительные районы Сирии, где климат напоминал Флориду. Эти утверждения содержали элементы, в дальнейшем принятые приверженцами теории отрицания геноцида армян: минимизация армянских потерь, отрицание намерения убийства армян, обвинения жертв убийств и европейцев, повышенное внимание к турецким потерям. Бристоль также дезинформировал Госдеп о жестоком подавлении турками курдских восстаний, описывая их как «замечательный подвиг турецкой армии». В 1923 году была создана организация «Американские друзья Турции» (англ. American Friends of Turkey), которую позже возглавил Бристоль.
В 1951 году американский профессор Льюис Томас (англ. Lewis Thomas) с соавторами опубликовал книгу «Соединенные Штаты, Турция и Иран» в серии «Библиотека внешней политики Америки». Редактором серии выступил бывший заместитель государственного секретаря США Самнер Уэллес (англ. Sumner Welles), который в предисловии отметил фундаментальное противостояние между турками и коммунизмом. Описывая Турцию, Льюис Томас утверждал, что турки спасали себя, уничтожая и выселяя армян. Согласно Томасу, однородность населения Турции обеспечивает устойчивость страны, которая является важным партнёром США. Учеником Томаса в Принстонском университете был Стенфорд Шоу, который в свою очередь руководил подготовкой диссертаций Джастина Маккарти и Хита Лоури в Калифорнийском университете. Шоу, Маккарти и Лоури стали ключевыми фигурами в отрицании геноцида армян в США.

## Отрицание геноцида: цели и методы
Отрицание геноцида армян ставит задачу пересмотра общепринятого направления в историографии, полагающего, что в 1915 году в Османской империи проводилась массовая и целенаправленная политика уничтожения армянского населения.
Отрицание геноцида армян в Турции является продолжением политики Османской империи, отрицавшей массовые убийства армян в конце XIX века. Западные державы поддерживали в этом Турцию, если это совпадало с их интересами. Так премьер-министр Великобритании Дизраэли пытался представить болгарские убийства как «кофейную сплетню», правительство Солсбери умалчивало о массовых убийствах 1894—1895 годов, Германия в 1915 году занималась массовыми фальсификациями с целью обелить себя и своего союзника Турцию. Две наиболее влиятельные страны на Ближнем Востоке, США и Великобритания, в сговоре с Турецкой Республикой, прилагали все возможные усилия для отрицания массовых убийств армян, тем не менее проблема геноцида армян не потеряла актуальность.
Турецкая Республика всесторонне поддерживает отрицание геноцида армян, спонсирует университеты, обеспечивающие поддержку турецкой позиции. При обсуждении признания геноцида Турция угрожает дипломатическими и торговыми санкциями другим государствам и репрессиями собственным меньшинствам.

## Тезисы
Аргументы приверженцев теории отрицания геноцида обычно представляют модификации одного из следующих утверждений:
- массового убийства армян в Османской империи никогда не было;
- гибель армян произошла по неосторожности от голода и болезней во время их высылки из зоны боевых действий;
- со стороны младотурок не было целенаправленной политики уничтожения армян;
- гибель армян была следствием гражданской войны в Османской империи, в результате которой погибло также множество турок.

### Тезис провокации
Исторически первым аргументом отрицания геноцида армян является т. н. «тезис провокации» (термин введён Робертом Мелсоном), утверждающий следующее:
1. армяне и турки веками жили в мире, который был нарушен внешними силами в лице американских миссионеров, России и армянских революционеров, стремящихся разрушить территориальную целостность Османской империи;
2. действия турецкого правительства были обусловлены армянскими восстаниями;
3. таким образом, армяне сами спровоцировали свою депортацию и уничтожение.

Тезис провокации оперирует идеологическими понятиями и не пытается рассматривать какие-либо отрицательные черты османского общества. Он игнорирует также причины сопротивления армян и лояльность большинства армянского населения турецкому государству. Впервые этот тезис был выдвинут министром внутренних дел Османской империи Талаатом, оправдывающим депортацию армян ванским восстанием 1915 года. Альтернативная интерпретация была предложена послом США в Османской империи Генри Моргентау. Основываясь на донесениях американских миссионеров, описавших зверства османских солдат над армянским населением вместо преследования отступающих русских войск, Моргентау пришёл к выводу, что события в Ване послужили лишь поводом для начала целенаправленного уничтожения армянского населения Турции.
Позже тезис провокации был поддержан западными историками Уильямом Лангером и Стэнфорд Шоу, а также турецкими историками, утверждавшими, что армянские революционеры сознательно жертвовали соотечественниками во имя создания независимого армянского государства.
Критики этого тезиса обращают внимание, что армянские революционные группы возникли, когда были исчерпаны иные способы борьбы за выживание армян и что эти группы были образцом и предметом восхищения для радикальных младотурок. Критики видят ещё меньше смысла в тезисе провокации, когда рассматриваются события после 1896 года и особенно после 1908 года, когда, несмотря на лояльность подавляющего большинства армянского населения и работу армянских партий в парламенте Османской империи, дискриминация и убийства армян не прекратились (наиболее известный случай резня в Адане). Дональд Блоксхэм отмечает, что этот аргумент основан на восприятии действий Османского государства только в качестве ответных, игнорировании государственной идеологии и завышении значения армянских революционеров. Историк приводит примеры многочисленных геноцидов от уничтожения гереро и нама до распада Югославии, когда убивающая сторона мотивировала свои действия сопротивлением жертвы. Возражая тезису провокации, Кристофер Уокер отмечает, что он противоречит хронологии, так как первая депортация армян произошла 8 апреля 1915 года в городе Зейтун и приводит в пример Стенфорда Шоу, который, оправдывая действия турецких властей в книге по истории современной Турции, никак не упоминает предшествующие армянскому восстанию в Ване (середина апреля 1915 года) депортации и убийства армян.

### Обмен населением
Наиболее известным выразителем этой точки зрения является один из студентов Стэнфорда Шоу — Джастин Маккарти. Анализируя механизмы перемещения гражданского населения во время войн 1912—1923 годов и межгосударственные соглашения об обмене населением, Маккарти приходит к выводу, что армяне стали частью общей политики «обмена населением».
Критики этого аргумента указывают, что, хотя работа Маккарти корректно описывает часто недооцениваемые историками страдания перемещаемых мусульман и показывает, что этнический национализм был свойствен не только правительству младотурок, однако, его интерпретация армянской проблемы очень спорная и неправомерно экстраполирует эту ситуацию на армян. По мнению критиков, Маккарти описывает «обмен мусульманского и армянского населения» исходя из неверных посылок, что армяне имели на тот момент государство, с которым совершался этот обмен, и представления младотурок как правительства, вовлечённого в уничтожение армян непреодолимой исторической силой. Утверждение Маккарти о невозможности избежать массовой гибели армян в сложившейся практике обмена населением подрывает позиции другого способа отрицания, «тезиса провокации», поскольку предполагает массовую гибель армян вне зависимости от желания армянских революционеров спровоцировать репрессии.

### Демографический аргумент
Первым историком, использовавшим демографический аргумент для отрицания геноцида армян, был Стэнфорд Шоу. В первом издании книги «History of the Ottoman Empire and modern Turkey» он оценил армянское население Османской империи в 1 300 000 человек, а число жертв в 200 000 (300 000 во втором издании). В то же время Кемаль Карпат, утверждает что османская перепись 1914 года наиболее достоверна, и оценивает число армян в империи в 1914 году в 1 165 000 человек. Джастин Маккарти, также основываясь на османской статистике, называет число в 1 493 276 армян в Османской империи, из которых 600 000, то есть около 40 % населения, погибли во время войны. Критики этого аргумента указывают что османская перепись 1844 года показала 2,4 миллиона армян, а 1881—1882 годов — 1 048 143 армян, а историки, отрицающие геноцид, не в состоянии объяснить это уменьшение армянского населения к 1880 году. Согласно критикам, Османская империя с 1880-х годов манипулировала цифрами и в политических целях в два раза занижала число армян. В качестве доказательства некорректности официальной статистики приводится и тот факт, что, согласно официальным источникам, собранный с армян налог в два раза превысил расчётный, основанный на османской статистике. Кроме того, весной 1915 года губернатор Диарбакира сообщил о депортации из вилайета 120 000 армян, в то время как согласно официальным данным армянское население составляло всего 73 226 человек.

### Сравнительный аргумент
Согласно этому аргументу, Холокост был уникальным и беспрецедентным, а уничтожение армян представляет собой ужасную трагедию, однако носит ограниченный характер и имеет рациональные и политические мотивы. Известные исследователи геноцида Иегуда Бауэр, Дебора Липштадт, Роберт Мелсон, и Майкл Маррус признают, что геноцид армян произошёл, но был не того же порядка, что Холокост, который они воспринимают как иррациональный и уникальный. В последнее годы взгляды Бауэр и Липштадт изменились. Так, Бауэр заявил, что утверждение о том, что убийства армян произошли по военным причинам, неверно, а имело место запланированное нападение на гражданское меньшинство. Крупные исследователи, отвергающие геноцид армян на основании сравнительного аргумента, это Стивен Кац (согласно Дэвиду Макдональду) и Гюнтер Леви. Подпись Каца стоит под письмом 126 исследователей Холокоста, в котором признаётся армянский геноцид.
Релятивисты отмечают различия между немецким нацизмом и различными турецкими идеологиями, отрицая возможность геноцида армян на почве расизма и приписывая ему политически оправданный характер. Согласно этой точке зрения, уничтожение армян было вызвано восприятием их со стороны Иттихат как агентов врага. В качестве подтверждения этого вывода релятивисты ссылаются, в том числе, на ограниченный характер убийств армян и отсутствие намерения Иттихат уничтожить всех армян в мире. Кац соглашается с тем что армяне потеряли от 550 до 800 тысяч человек и критикует усилия турецкого правительства, связанные с отрицанием армянской трагедии, однако утверждает, что турки видели в армянах только националистическую угрозу, и как только эта угроза прекратилась, прекратились и убийства армян. Принципиальную разницу с Холокостом Кац видит в потенциальной возможности армян выжить, приняв ислам, в то время как евреи должны были быть уничтожены в любом случае.
Критики возражают, что убийства армян продолжались и значительно позже отстранения Иттихат от власти кемалистами, и что армяне не были полностью уничтожены в Закавказье из-за противодействия советских войск. Возражая против аргумента о «всеобщем уничтожении», критики приводят пример, что из полумиллиона немецких евреев 165 000 уехали или были высланы; во Франции из 330 000 евреев погибло только 80 000, а число погибших европейских евреев (60 %) сопоставимо с числом погибших турецких армян (50—70 %). В свою очередь, Ваагн Дадрян, анализируя связи геноцида армян и Холокоста, находит, что геноцид армян в некоторых отношениях превосходил Холокост. С точки зрения Дадряна, в результате геноцида армян была уничтожена большая часть армянской материальной культуры и, в отличие от евреев, они потеряли, а не приобрели историческую родину. Убийства армян происходили более жестокими методами, включающими длительную агонию жертв. Выжившие жертвы Холокоста в итоге получили компенсации, а армяне нет. Наконец, виновные в Холокосте были осуждены, а виновные в геноциде армян — нет.

### Утверждения об отсутствии документального подтверждения
Отрицающие геноцид армян политики и историки привлекают аргумент об отсутствии документов, подтверждающих факт существования приказов османских лидеров, направленных на уничтожение армян. Заведующий кафедрой международных отношений Билькентского университета Анкары Норман Стоун полагает, что документальные доказательства политики геноцида отсутствуют. К этому же аргументу прибегает и Гюнтер Леви, являющийся единственным историком, кто фактически отрицает как геноцид армян, так и геноцид американских индейцев и цыган. Аргументируя свою точку зрения в статье «Revisiting the Armenian Genocide», Леви отмечает, что геноцид армян был оспорен многими турецкими и западными историками. Согласно Леви, тезис о геноциде армян основан на трёх сомнительных аргументах: решениях военного трибунала 1919 года, роли Специальной организации в резне армян и мемуарах Наим-бея, содержащих телеграммы Талаата об уничтожении армян. Леви полагает, что трибунал проходил под давлением Антанты для дискредитации режима младотурок и не соответствует стандартам западного правосудия. Самой серьёзной проблемой этого трибунала Леви считает потерю всей его документации и невозможность установить соответствие материалов, опубликованных в турецкой прессе, оригинальным судебным документам. В качестве примера Леви приводит проведённый Дадряном анализ обвинительного заключения по Вехиб-паше, в то время как по сведениям Леви, фактографические материалы суда, исключая это обвинение, утеряны. Согласно Леви, утверждения о Специальной организации основаны не на аргументах, а на предположениях. Опровергая мемуары Наим-бея, Леви ссылается на работу турецких авторов Шинаси Орела (тур. Şinasi Orel) и Сурейа Юджа (тур. Süreyya Yuca), полагающих, что армяне преднамеренно уничтожили оригиналы, чтобы нельзя было доказать подложность документов.
Развернутая критика статьи Леви содержится в работе Ваагна Дадряна («Vahakn Dadrian responds to Guenther Lewy») и Танера Акчама («Review Essay: Guenter Lewy’s The Armenian Massacres in Ottoman Turkey»). Дадрян приводит многочисленные примеры, показывающие, что статья Леви полна сомнительных утверждений и ошибок, в некоторых случаях сознательных, и что она показывает плохое знание Леви турецкого, а тем более османско-турецкого языка. Комментируя сожаление Леви по поводу исчезновения архива трибунала, Дадрян замечает, что это событие удивительно совпало с захватом Стамбула кемалистами в 1922 году. Также Дадрян полагает, что Леви игнорирует огромный массив документов и свидетельств, противоречащих его тезисам.
Макдональд, критикуя позицию Леви, соглашается с Дадряном в том, что, говоря об академических разногласиях и равноправных точках зрения на геноцид армян, Леви на самом деле приводит только турецкие и откровенно протурецкие источники. Аргументы Леви о преднамеренном уничтожении армянами документов по резне Макдональд находит аналогичными аргументам отрицателей Холокоста, опровергающих дневники Анны Франк и газовые камеры.
Акчам также отмечает, что в работе Леви содержится множество фактических ошибок, служащих достаточным основанием считать, что она сомнительна. После критики Дадряна Леви, используя эту статью в качестве предисловия к книге, исправил некоторые ошибки, тем не менее Акчам находит множество фактических ошибок и в исправленном варианте. Критикуя содержательную часть статьи, Акчам отмечает, что несмотря на политический характер этих органов, утверждение Леви о несправедливости «суда победителей» с тем же успехом можно применить ко всем аналогичным судам: Нюрнбергскому процессу, уголовному суду по бывшей Югославии и пр. Акчам отмечает, что, заявляя об отсутствии показаний Вехиб-паши, Леви не знает, что пресса того периода публиковала его показания полностью, показания Вехиб-паши содержатся в архивах армянского Патриархата Иерусалима, и эти тексты полностью совпадают друг с другом и согласуются с выдержками из показаний, содержащимися в обвинительном заключении. Аналогичную возможность проверить достоверность материалов трибунала с помощью сравнения публикаций газет, воспоминаний, архивов армянского Патриархата Иерусалима и текстов обвинительных заключений Акчам видит и для всех других случаев.
Критиками концепции армянского геноцида недоказанными или фальшивыми также считаются так называемые «телеграммы Талаата», опубликованные в 1920 году. Оригиналы телеграмм отсутствуют, однако анализ, проведённый Дадряном, показывает, что содержимое этих телеграмм косвенно подтверждается материалами процесса против лидеров младотурок.

### Политический аргумент
При обсуждении геноцида армян на политическом уровне часто используется аргумент, что этот вопрос находится в компетенции историков, а не политиков. Подобная аргументация используется Турцией. Позиция армянской стороны сводится к тому, что у историков нет никаких сомнений в факте геноцида армян.
Убийства армян в Османской империи рассматривались несколькими международными организациями. В 1984 году «Постоянный трибунал народов» признал действия Османской империи геноцидом. К аналогичному выводу в 1997 году пришла Международная ассоциация исследователей геноцида. 8 июня 2000 года в газетах «The New York Times» и «The Jerusalem Post» было опубликовано заявление 126 исследователей Холокоста (в их числе Иегуда Бауэр, Израэль Чарни и Эли Визель), подтвердивших бесспорность факта геноцида армян в Первой мировой войне. В 2001 году была создана совместная турецко-армянская комиссия по примирению, которая в 2002 году, обратилась в «Международный центр по вопросам правосудия переходного периода» (МЦППП) для независимого заключения, являются ли события 1915 года геноцидом. В начале 2003 года МЦППП представил заключение, что события 1915 года подпадают под все определения геноцида и употребление этого термина полностью оправдано.
Израильский историк Яир Орон отмечает, что аргумент «история для историков» цинично используется в политических интересах, чтобы избежать обсуждения на политическом уровне.

### Встречные обвинения в геноциде
Турецкая сторона утверждает, что нелояльные армяне Османской империи убили 1,1 миллион мусульман и 100 000 евреев. Яир Орон замечает, что последнее «убийство» никогда не упоминалось израильскими исследователями и является попыткой турок сыграть на еврейской чувствительности к репрессиям, усиленной Холокостом. Согласно официальной османской статистике в областях, где армянами приписываются антиосманские злодеяния, число евреев не превышало 4000. Отсутствие еврейской реакции на эти факты и ссылок на какие-либо источники делает, согласно Орону, это событие совершенно невероятным. Он отмечает, что, наоборот, ему известны еврейские источники, отмечавшие помощь армян при еврейских погромах последних десятилетий XIX и первых десятилетий XX века.
Согласно американскому политологу Руммелю, в 1915—1918 гг. армянскими ополченцами было убито 75 тыс. турок и курдов, в то время как число убитых армян он оценивает в 2,1 миллиона человек. Турецкий историк Халил Берктай оценивает количество убитых мусульман в армянонаселенных регионах в 1915 году в 10-12 тысяч.

## Открытие архивов
Турецкая сторона призывает Армению открыть архивы, которые, по их мнению, могли бы пролить свет на произошедшее в 1915 году. В ответ директор Национального архива Армении Аматуни Вирабян неоднократно заявлял, что архивы Армении открыты для любых исследователей, в том числе и работающих в настоящее время в нём турецких историков, а говоря о закрытых архивах турецкие и протурецкие деятели имеют в виду бостонский частный архив Дашнакцутюн, к которому государство Армения не имеет никакого отношения.
Сама Турция впервые официально заявила об открытии своих архивов в 1989 году. В связи с этим заявлением Яир Орон отмечает, что после этого турецкое правительство ещё несколько раз заявляло об очередном «открытии архивов», тогда как в действительности доступ к документам ограничен. Хизер Рей также согласна, что учёным уже давно отказано в доступе к османским архивам: «В конце 1980-х был предоставлен доступ к некоторым архивам со стороны турецкого правительства, но кажется, что материал был ограничен, и правительство приняло очень избирательный подход к тем, кому было позволено изучить материал». Аналогичную точку зрения высказал и Танер Акчам. В октябре 2000 года турецкий политик Мустафа Шюкрю Элекдаг также констатировал, что турецкие архивы не были открыты для исследователей.
В числе опубликованных WikiLeaks документов было сообщение генерального консула США в Стамбуле, где передавалась его беседа с турецким историком Халилом Берктаем в июле 2004 года. Берктай утверждал, что в турецких архивах дважды проводилась чистка документов по геноциду армян, в 1919 году и 90-х годах XX века.

## Письмо Хита Лоури
Одним из главных отрицателей геноцида армян является профессор Принстонского университета Хит Лоури (англ. Heath W. Lowry).
В 1985 году Лоури был в числе 69 учёных, подписавших письмо правительству США с предложением не признавать геноцид армян. В 1990 году психолог Роберт Лифтон получил письмо от турецкого посла в США, с комментариями по вопросу геноцида армян. К письму случайно был приложен текст Лоури, содержащий советы по предотвращению упоминания геноцида армян в академических исследованиях. Изложенные в приложенном тексте рекомендации были расценены Робертом Лифтоном и его коллегами как грубое нарушение академической этики и пример методов, с помощью которых турецкий посол в Вашингтоне пытается отрицать геноцид армян. В университет Принстона была направлена петиция «Против отрицания геноцида армян со стороны турецкого правительства и научной коррупции в академическом сообществе», где 150 интеллектуалов требовали исключить Лоури из университета. Петицию, в числе прочих, подписали Рауль Хилберг, Иегуда Бауэр, Израэль Чарни, Уильям Стайрон, Сьюзен Зонтаг, Курт Воннегут и Дерек Уолкотт. Скандал с Лоури освещался в New York Times, Boston Globe и других известных СМИ. Хотя Принстонский университет отказался уволить Лоури, этот скандал стал поводом для привлечения внимания к фактам геноцида и отрицания геноцида армян, а также повредил репутации университета.

## Дело Льюиса
19 марта 1985 года в газетах The New York Times и The Washington Post группа из 69 американских историков, специализировавшихся по турецкой тематике, в числе которых были известные исследователи, на правах рекламы опубликовала заявление, в котором они призывали Конгресс США не принимать резолюцию по геноциду армян. Среди подписавших был известный историк Бернард Льюис, именем которого стало называться это заявление. Публикацию оплатила Турецкая Ассамблея США.
Ричард Ованнисян отмечает, что важную роль в этой публикации сыграл Хит Лоури, директор Института турецких исследований, в котором многие из подписавших это письмо получали гранты. Согласно Питеру Сурьяну, большинство подписавших письмо, видимо, имели прямые или косвенные выгоды от турецкого правительства. Армянская ассамблея США проанализировала список 69 подписавших письмо и показала, что большинство из них не являются специалистами по периоду соответствующему геноциду, а также, что более важно, что большое количество подписавших являлись получателями грантов из турецких официальных источников. Спирос Врионис, проанализировавший список, также приходит к выводу, что значительное число подписантов и их институтов были прямыми получателями денег из Турции.
Сомнения подписавших письмо касались слов «Турция» и «геноцид». Так, в письме отмечалось, что территория нынешней Турции является только частью Османской империи, и использование в резолюции термина «Турция» недопустимо. Ив Тернон в этой связи отмечает, что в своих работах подписавшие письмо придерживаются более либеральных критериев, так Бернард Льюис только в одной главе книги «The Emergence of Modern Turkey» использовал термин «Турция» вместо «Османская империя» одиннадцать раз. Аргументы против использования определения «геноцид» Тернон находит неприемлемыми. После публикации заявления профессор Сорбонны Жерар Шальян выразил разочарование в том, что подписал письмо, послав письмо Бернарду Льюсу, который ответил, что причиной этого заявления было нежелание портить американо-турецкие отношения и что заявление призывает Турцию открыть свои архивы. Шальян ответил Льюису, что некорректно — если не сказать нечестно — говорить, что причиной непризнания геноцида со стороны Запада является недостаток свидетельств, доказывающих случаи геноцида против армянского населения в Анатолии во время войны, когда на самом деле причиной были опасения в дестабилизации НАТО. В 2006 году Жерар Шальян в соавторстве с Ивом Терноном написал книгу, в которой события 1915 года оцениваются как геноцид армян, приведший к почти 1,5 миллиона жертв.
Израэль Чарни, директор Института холокоста и геноцида в Иерусалиме, провёл собственное исследование, послав анкеты каждому из подписавших заявление, где был задан ряд подробных вопросов: что они думают о смерти армян в Турции, отрицают ли они геноцид армян, считают ли они, что армяне искажают факты и что они думают о подписавших открытое письмо. Результаты опроса Чарни оценивает как: «впечатляюще показавшие, что как минимум некоторые исследователи признали, что имели место массовые убийства армян, по сути не подвергая сомнению факт геноцида армян, хотя никто из них не согласился с использованием слова „геноцид“; некоторые признавали, что происходит умышленное запутывание вопроса и отрицание со стороны турок». Предварительные данные опроса были опубликованы в 1990 году «Internet on the Holocaust and Genocide».
Согласно Яиру Орону это письмо, призывающее не торопиться с признанием геноцида армян до того, как будут опубликованы турецкие архивы, является примером очередной попытки Турции влиять на академическую среду, для чего Турцией тратятся огромные деньги и усилия.
В октябре 2000 года, когда в Палате представителей США рассматривалась очередная резолюция по геноциду армян, в газете «Миллиет» турецкий политик Мустафа Шюкрю Элекдаг (тур. Mustafa Şükrü Elekdağ) сетовал, что заявление 69 учёных было бесполезным, поскольку никто из них, за исключением Джастина Маккарти, не хочет подписывать новую декларацию. Элекдаг объяснял это двумя причинами: тем, что учёные боятся армянских боевиков, и что турецкие архивы, про закрытость которых говорилось в заявлении, так и не были открыты.

### Отставка Дональда Кватаэрта
Один из 69 подписавших обращение, Дональд Кватаэрт, в декабре 2006 года подал в отставку с поста руководителя совета управляющих Института турецких исследований (англ. Institute of Turkish Studies), который он занимал с 2001 года. Согласно его заявлению, он вынужден был подать в отставку из-за давления посла Турции в США Наби Шенсоя, после того, как охарактеризовал убийства армян в Турции как геноцид. Шенсой отрицал, что он оказывал какое-то влияние на отставку. Отставка Квартаэрта вызвала скандал в академической среде. Ряд членов совета директоров Института турецких исследований в знак протеста также подали в отставку. Мерват Хатем (англ. Mervat Hatem), директор Ассоциации исследований Среднего Востока (англ. Middle East Studies Association), направил резкое письмо премьер-министру Турции Эрдогану, в котором выразил озабоченность заявлениями турецких чиновников о намерении отозвать финансирование Института турецких исследований, если Квартаэрт публично не откажется от своих оценок. Хатем также отметил, что отставка резко контрастирует с заявлением правительства Турции оставить обсуждение событий 1915 года учёным. Согласно заявлению Квартаэрта, члены совета директоров Института турецких исследований с удивлением узнали, что финансирование института Турцией не знак доверия, а подарок, который в любой момент может быть аннулирован.

## Телеграммы Талаат-паши
Книга «Мемуары Назим-бея» (также часто называемые «Телеграммы Талаат-паши») была опубликовала Арамом Андоняном в 1919 году. В ней приводится несколько телеграмм Талаат-паши, подтверждающих целенаправленное уничтожения армян на территории Османской империи. По словам Андоняна, эти телеграммы были переданы ему османским чиновником Назим-беем (Наимом Эфенди), который работал в офисе по делам беженцев в Алеппо. Текст телеграмм написан был на османском турецком языке и зашифрован. В дальнейшем документы Андоняна были утеряны.
В 1983 году турецкие историки Шинаси Орель и Сурейа Юджа в книге «The Talât Pasha „Telegrams“: Historial fact or Armenian fiction?» подвергли сомнению аутентичность этих телеграмм и пришли к выводу, что телеграммы являются фальшивкой. Аргументы Ореля и Юджи сводились к следующим: а) не существовало османского чиновника по имени Наим Эфенди, б) даты на документах неверные, в) даты и числа не совпадают с нумерацией МИДа Османской империи, г) подпись губернатора Мустафы Абдулхалика на документах не совпадают с его подписью на других документах, д) документы написаны на линованной бумаге, которая не использовалась в османской канцелярии, е) цифровой код на документах Андоняна двух- и трехзначный, в то время как в Османской Империи использовался четырёх- и пятизначный код. Аргументы критиков были убедительными и после их публикации многие историки высказывали сомнения в аутентичности этих телеграмм.
В 2018 году историк Танер Акчам опубликовал детальное исследование, где подверг ревизии аргументы Шинаси Ореля и Сурейа Юджи. Акчаму удалось найти доказательства существования Наима Эфенди, он приводит документы, упоминающие этого чиновника, опубликованные в том числе и Архивом вооруженных сил Турции. Кроме того, Акчам обнаружил рукописные мемуары Наима Эфенди, факсимиле которых было также им опубликовано. Исследуя описываемые в мемуарах события, Акчам находит многочисленные подтверждения, что они написаны реальным чиновником, жившим в то время. Возражая аргументу, что линованная бумага не использовалась в османской канцелярии, Акчам приводит множественные приказы о закупке османским МИДом линованной бумаги, в том числе уведомление от 12 ноября 1913 года, требующее писать телеграммы, особенно шифрованные, именно на линованной бумаге. Также Акчам приводит многочисленные османские документы между 1914 и 1918 гг., в которых произвольно используются 2-х, 3-х, 4-х, и 5-значные коды. Исследуя многочисленные образцы подписи Мустафы Абдулхалика Танер Акчам показывает четыре разные версии его подписи, в которых присутствуют все фрагменты подписи на документах Андоняна. Соответствующие критические аргументы Шинаси Ореля и Сурейа Юджи, которые имели доступ к османским архивам и легко могли проверить свои утверждения, Акчам называет «выдуманными».

## Армянский геноцид в научных энциклопедиях
Крупнейшие профильные энциклопедии: «Encyclopedia of Genocide», «Dictionary of Genocide» и «Encyclopedia Of Genocide And Crimes Against Humanity», «Encyclopedia of Human Rights» однозначно определяют армяно-турецкие события 1915 года как геноцид.
В то же время, ряд исследователей отмечает, что крупнейшие общеобразовательные энциклопедии до последнего времени отражали ревизионистскую точку зрения на геноцид армян. Из энциклопедий «Collier’s Encyclopedia», «Encyclopedia Americana», «Encyclopedia of Islam New Edition», «Encyclopedia of the Modern Middle East» и «The New Encyclopaedia Britannica» только последняя сообщает, что эти события могут быть квалифицированы как геноцид (в редакции апреля 2015 года «Британника» квалифицировала события как геноцид, который оспаривается Турцией). «Encyclopedia Americana» говорит о «попытке уничтожения армян», а «Collier’s Encyclopedia» сообщает только о депортации армянского населения. Также, влияние ревизионистской точки зрения обнаруживается в объяснениях убийств армян, которое приписывается сотрудничеству армян с русскими войсками. Статьи о Турции или Османской Империи почти не содержат каких-либо сведений об уничтожении армян, а статьи о лидерах младотурок вообще не говорят об их роли в этом процессе.
Механизм влияния турецкого правительства на академические тексты, связанные с геноцидом армян, был продемонстрирован при подготовке энциклопедии «Энкарта». Разрабатывающая энциклопедию компания Microsoft обратилась к известным исследователям, Рональду Сюни и Хелен Фейн, с предложением написать несколько статей, в том числе и связанных с геноцидом армян. Весной 2000 года турецкий посол в США направил письмо в редакцию «Энкарты», протестуя против употребления термина «геноцид» при описании убийств армян. Редактор «Энкарты» предложил Сюни и Фейн переписать статьи, чтобы отразить «разногласия во мнениях». По словам редактора, турецкое правительство угрожало арестовать сотрудников и запретить продукцию компании Microsoft, если события 1915 года будут охарактеризованы как геноцид. Суни и Фейн отказались переписывать статьи под нажимом турецкого правительства, и в итоге «Энкарта» решила оставить статьи в исходном виде. В 1986 году турецкое издание «Энциклопедия Британника», утверждавшее, что в южной Анатолии в XI веке существовало армянское государство, было обвинено в уголовном преступлении против турецкой нации. Генеральный прокурор государственного суда безопасности заявил что это «противоречит историческим фактам» и пригрозил редактору издания Портуроглу (Huya Porturoglu) 4,5 годами тюрьмы, что означает, что Британника также была подвергнута давлению по вопросу геноцида армян.
Французская Большая энциклопедия Ларусса и немецкая Энциклопедия Брокгауз также определяют события 1915 года как геноцид.

### Britannica
Первое упоминание об армянских погромах появилось в «Энциклопедия Британника» в 1922 году и было подписано сотрудником британской разведки Чайлдсом (англ. W.J. Childs). В статье описывались депортация и убийства беззащитного населения. Депортация квалифицировалась как косвенное средство уничтожения армян, а официальная причина депортации — предлог для массового убийства. Следующее издание 1926 года включало описание событий, написанное бывшим британским вице-консулом в Битлисе Сафрастяном, согласно которому, законные акты самообороны армян были представлены османским правительством как предательство и повод для политики уничтожения. Следующие 14 изданий Британники содержали резюме того же автора, однако в 1957 году неизвестный редактор удалил фрагмент о убийстве армянских женщин и детей без разбора. С 1968 года текст Сафрастяна был заменен на текст Чарльза Доусета, который указывал причиной уничтожения 600 тысяч армян их сотрудничество с русскими. Текст Доусета ничего не сообщал об участии армян в турецкой армии и об уничтожении женщин и детей. С некоторыми модификациями 1985 года этот текст присутствует и в последующих изданиях Британники. В тексте статьи «Армянская резня» (англ. Armenian Massacres) написано:
- армяне из добровольческих отрядов называются не «российские армяне», а «армяне из Кавказского региона», чтобы читатель не понял, что это были не граждане Османской империи без обязательств по отношению к ней;
- упоминается о присутствии турецких добровольцев в российских войсках, но ничего не говорится об армянах в османской армии, которых было по крайней мере в десять раз больше;
- не говорится, что депортация имела беспрецедентно жестокий и всеобщий характер, включая женщин и детей.

В издании 1974 года в статье «Urartu and Armenia» тот же Чарльз Доусет представил уже иную трактовку событий, назвав события 1915 года аналогичными «окончательному решению» Гитлера.
Аналогичные пропуски информации есть и в статьях об архитекторах геноцида армян. Так, в статьях о Талаате и Энвере отсутствует информация о том, что они были приговорены к смерти турецким военным трибуналом в том числе и за участие в резне армян. В статье об Энвере нет никаких упоминаний о его участии в убийствах армян. В изданиях Британники до 1969 года включительно в статье о Талаате присутствовал текст о его ответственности, как министра внутренних дел, за депортацию армян и гибель большинства из них. Позднейшие редакции исключили эти слова и представляют Талаата как «козла отпущения», на которого были списаны преступления, которые он не мог предотвратить.
В издании 2012 года, в статье «Genocide» Джордж Анндреапулос квалифицирует резню армян 1915 года как геноцид.
В январе 2015 года редакторы Британники добавили в статью «Armenian massacres» информацию, что квалификация этих событий, как геноцид, оспаривается турецким правительством, а в апреле статья была заново переписана Рональдом Сюни под названием «Armenian Genocide».

## Турция
Турецкая Республика официально и всесторонне поддерживает отрицание геноцида армян, также тратит значительные средства на пиар-кампании по отрицанию геноцида армян, поддерживает и спонсирует университеты, обеспечивающие правдоподобность турецкой позиции. При обсуждении признания геноцида государственными органами или научными коллективами, Турция угрожает им дипломатическими и торговыми санкциями и репрессиями к собственным меньшинствам. Чтобы уничтожить следы присутствия армян в Турции, в стране систематически разрушались памятники армянской архитектуры.
Тесса Хоффман отмечает, что после преднамеренных разрушений до 1970-х в 1990-х появилось «разрушительное восстановление» под предлогом археологических раскопок и неквалифицированной реставрации, в частности при раскопках города Ани. В последнее время отмечаются положительные изменения в отношении к армянам и другим меньшинствам в турецком обществе, в частности восстановлены некоторые армянские памятники: монастырь «Сурб Хач» на острове Ахтамар, «Святой Киракос» в Диарбекире, слово «геноцид» при описании событий 1915 года перестает быть табуированным, и т. д.
Статья 301 уголовного кодекса Турции предусматривает наказание за «очернение турецкой нации» сроком до двух лет тюремного заключения (в редакции до 2008 года до трёх лет за оскорбление «турецкости»). По этой статье проходило несколько громких дел, фигуранты которых обвинялись в констатации факта массовых убийств армян в 1915 году. В 2005 году судебному преследованию подвергся нобелевский лауреат Орхан Памук, в 2006 году — Грант Динк, получивший срок в 6 месяцев. 19 января 2007 года Грант Динк был убит 17-летним турецким националистом, протестовавшим против выступлений Динка по вопросу геноцида армян. После убийства Динка и угроз в свой адрес со стороны исламских экстремистов покинул Турцию Орхан Памук.
Отрицание геноцида армян в Турции является продолжением политики Османской империи, отрицавшей массовые убийства армян в конце XIX века. Пятно массовых убийств было неприятной ношей для преемника Османской империи, а модернистский кемалистский режим был крайне чувствителен к разговорам о геноциде, так как он во многом рушил националистическую идеологию правящей партии. Отрицание также сыграло значительную роль в процессе создания мифов о происхождении Турции и формирования национальной идентичности. Многие представители турецкой элиты имели личный интерес в сокрытии источника присвоенных ими земель и имущества армян. Многие из преступников Иттихат сохранили влияние и в Турецкой Республике. После Второй мировой войны на фоне признания Холокоста Турция также опасалась сравнения с нацистской Германией. Попытка Турции обманным путём минимизировать число армян, живших в Османской империи, искажение последствий и причин решения о депортации 1915 года привело к систематическому и спонсируемому Турцией переписыванию истории. Турецкая историография включает в себя также кемалистские мифы о турецком заселении Анатолии тысячелетия назад, о турецкой культуре, послужившей основой для всех евроазиатских культур, отрицает существование средневекового армянского царства Киликия.
В 2005 году турецкий премьер-министр Эрдоган предложил правительству Армении создать совместную комиссию историков для изучения событий 1915 года. На данное предложение президент Армении Роберт Кочарян ответил, что развитие двусторонних отношений — дело правительств, а не историков, и предложил нормализацию отношений между двумя странами без каких-либо предусловий. В июне 2005 года «Международная ассоциация исследователей геноцида» направила коллективное письмо в ответ на призыв Эрдогана. В письме отмечалось, что события начала двадцатого века хорошо изучены и квалифицируются как геноцид армян подавляющим большинством ученых. Согласно ученым было убито более миллиона армян, те же кто выжил были вынуждены спасаться бегством. Таким образом, как говорится в письме ученых, древняя цивилизация была изгнана со своей 2500-летней родины.
В 2006 году министр иностранных дел Турции Абдуллах Гюль, вновь озвучил предложение Эрдогана. В свою очередь министр иностранных дел Армении Вардан Осканян в ответном заявлении отметил, что «вне Турции, учёные — армяне, турки и другие, изучили эти проблемы и сделали собственные независимые выводы. Самое известное среди них — письмо премьер-министру Эрдогану от Международной ассоциации учёных геноцида в мае 2006 г., в котором они вместе и единодушно подтверждают факт геноцида и обращаются к турецкому правительству с просьбой признать ответственность предыдущего правительства».
В декабре 2008 года Эрдоган выступил с критикой интернет-кампании, развёрнутой рядом представителей турецкой интеллигенции, принесших извинения за геноцид армян в Османской империи. Он, в частности, отметил: «Мы не совершали этого преступления, нам не за что извиняться. Кто виноват, тот может принести извинения. Однако у Турецкой Республики, у турецкой нации таких проблем нет».
В марте 2010 года Эрдоган заявил, что по-прежнему ожидает ответа армянских властей на письмо о создании совместной комиссии историков. Танер Акчам в ходе конференции, проходящей в Глендейле в июне 2011 года, заявил о том, что ему при условии сохранения конфиденциальности сообщили из Стамбула, что учёным, готовым отрицать факт геноцида армян, были выплачены огромные суммы денег. «Если бы вы работали над темой геноцида армян и использовали данный термин, вы бы немедленно потеряли работу. Это и является основной причиной того, что ни один турецкий учёный не использует термин „геноцид“, хотя есть множество журналистов и общественных деятелей, использующих этот термин. Если бы я захотел работать в Турции, то не сумел бы найти никакой работы в турецких университетах. Ни один из них не взял бы меня на работу, поскольку их после этого сразу начали бы „терроризировать“ правительство, общество и СМИ».
23 апреля 2014 года, выступая в парламенте, Эрдоган впервые выразил соболезнования потомкам армян, «погибших во время событий начала XX века».
Признание геноцида армян официально не является обязательным условием для вступления Турции в ЕС, однако некоторые авторы считают, что Турции придётся сделать это на пути к членству в ЕС.

## Азербайджан
Азербайджан на государственном уровне отрицает геноцид армян 1915 года. Согласно государственной идеологии, сформулированной Гейдаром Алиевым, геноцид армян является ложным, в то время как на самом деле имел место длящийся с 1813 года геноцид азербайджанцев, осуществляемый армянами и русскими.
По заявлению директора института истории НАНА Ягуба Махмудова, геноцид армян является выдумкой, и азербайджанскими историками проделана большая работа для доказательства этого.
В 1980 году Азербайджанская советская энциклопедия однозначно характеризовала событие как геноцид, указав также, что его жертвами стали более 1,5 млн армян.

## Великобритания
В 2009 году инициативная группа армянских эмигрантов в Лондоне наняла известного юриста и президента суда ООН по военным преступлениям в Сьерра-Леоне Джоффри Робертсона для анализа документов британского МИДа по вопросу геноцида армян. В опубликованном в 2009 году отчёте Робертсона говорится, что нет никаких сомнений в депортации более 2 миллионов армян и гибели нескольких сотен тысяч из них. В отчёте также отмечено, что британский парламент регулярно дезинформировался правительством. Британский МИД не рекомендовал министру иностранных дел посещать мероприятия, посвящённые армянскому геноциду, и отказывался включать эти мероприятия в дни памяти Холокоста. Согласно Робертсону, позиция Британии обусловлена нежеланием обижать Турцию, за вхождение которой в ЕС активно выступает Британия.

## США, Израиль и еврейские организации
Многие исследователи отмечают ключевую роль США и Израиля как основных стран, признание которыми геноцида армян способно повлиять на позицию Турции. Также отмечается, что признание со стороны одной из стран — США или Израиля — рано или поздно приведёт к признанию и со стороны второго государства.
29 октября 2019 года Палата представителей США приняла резолюцию о признании резни армян официально геноцидом. Вслед за Палатой представителей, 12 декабря 2019 года Сенат США единогласно принял аналогичную резолюцию о признании геноцидом массового убийства армян в Османской империи в начале XX века. 24 апреля 2021 года 46-й президент США Джозеф Байден во время речи, посвященной памяти жертв Геноцида армян, назвал события 1915 года геноцидом. Резню армян официально признали геноцидом 49 штатов США и округ Колумбия. Также геноцид армян признают отдельные влиятельные еврейские организации США: The Elie Wiesel Foundation for Humanity, Американо-еврейский комитет, Союз реформирования иудаизма.

### США
В прокламации к дню памяти жертв Холокоста 22 апреля 1981 года президент США Рональд Рейган стал первым президентом США, употребившим слово «геноцид» при описании событий 1915 года.
В США в 1985 и 1987 годах были предприняты первые попытки провести документ, осуждающий геноцид армян, через Сенат. В 1989 году в Сенат была предложена резолюция, объявляющая 24 апреля днём памяти жертв армянского геноцида, аналогичная резолюции по дню памяти Холокоста. Турция обвинила в подготовке этой резолюции «еврейское лобби в Вашингтоне». Во время прохождения резолюции в Сенате еврейские организации Турции и израильские дипломаты предпринимали попытки вызвать отчуждение между евреями и армянами и не допустить принятия резолюции, что поставило еврейские организации США в неловкое положение. Главный раввин Турции послал личное письмо каждому члену Сената, в котором признавал «трагедию, которая случилась с турками и армянами», но отрицал геноцид. Роль посольства Израиля в США была осуждена рядом еврейских организаций и лидеров в США, которые поддержали резолюцию о геноциде армян. Турецкий министр иностранных дел встретился с лидерами «Антидиффамационной лиги», однако они отказались поддержать турок. Тем не менее, представители еврейского сообщества негласно оказывали туркам помощь.
В самом Израиле роль государства в предотвращении армянской резолюции вызвала резкую критику в прессе. Заместитель министра иностранных дел Биньямин Нетаньяху отрицал любую деятельность Израиля или Американо-израильского комитета по общественным связям по армянской резолюции (Яир Орон расценивает это заявление, как заведомую неправду).
Очередная резолюция в 2000 году была внесена уже в Конгресс США и поддержана комитетом по международным отношениям. В случае принятия резолюции Турция угрожала закрыть военную базу НАТО в Инджирлик, используемую в войне против Ирака. После давления на Конгресс со стороны президента США Клинтона за несколько часов до обсуждения резолюция была снята с повестки дня по причине возможной опасности для жизни американцев в Ираке. Согласно Ницану Хоровицу, турки снова пытались использовать еврейские организации США, однако они отказались, поскольку вопрос не касался Израиля и выходил за рамки возможностей еврейского лобби. Тем не менее нейтральная позиция еврейских организаций вызвала критику. Несмотря на противодействие резолюции, в разные годы Клинтон неоднократно выступал 24 апреля с речью, в которой отмечал массовое убийство армян в Османской империи, однако избегал слова «геноцид».
Многие американские сенаторы и представители, инициирующие или заметно поддерживающие резолюции по геноциду, представляют округа со значительным армянским населением, и ключевым фактором их деятельности, по мнению Блоксхема, является переизбрание
В 2006 году посол США в Армении Джон Эванс был лишён занимаемой должности за публичное признание массовой резни армян в Османской империи геноцидом.
В 2019 году Сенат и Палата представителей США официально признали геноцид армян.
24 апреля 2021 года президент США Джо Байден также охарактеризовал события 1915 года как «геноцид».

### Израиль
Израиль является тем государством, в чьём признании было особенно заинтересовано армянское лобби. Основные причины, по которым Израиль официально не признает геноцид армян, это постоянное давление со стороны Турции и противодействие определённых групп в израильском обществе, которые боятся, что признание армянского геноцида повредило бы представлению об уникальности Холокоста (по второму аргументу см. выше секцию Сравнительный аргумент). В период холодной войны Турция обеспечивала безопасный проход еврейским мигрантам из Советского Союза, что также является одной из причин непризнания. Как отмечают аналитики, признание Израилем геноцида армян также может серьёзно испортить отношения еврейского государства с Азербайджаном, который считается стратегическим партнёром Израиля против Ирана. Президент Международной Ассоциации «Израиль-Азербайджан» Йосеф Шагал отмечая традиционно положительное отношение в Азербайджане к еврейской общине, высказал мнение, что признание геноцида армян Израилем может ухудшить положение и даже привести к антиеврейским эксцессам против общины.
Доводы сторонников признания в основном базируются на морально-этической стороне вопроса. После охлаждения израильско-турецких отношений также стала популярна точка зрения, что признание геноцида армян может быть адекватным ответом новым властям Турции, занимающим происламскую позицию и поддерживающим палестинцев. Противники признания ссылаются на realpolitik: армянская община Израиля мала и не представляет интереса, с учётом охлаждения израильско-турецких отношений признание геноцида армян может полностью прервать их, учитывая количество врагов в ближайшем окружении Израиль не может создать ещё одного сильного врага. Также важным фактором для Израиля является уязвимость армянских общин в арабских странах и их зависимость от правящих режимов, фактически превращающих эти общины во врагов Израиля.
Проведённый в 2007 году NEWSru.co.il опрос по теме признания геноцида армян среди русскоязычных израильтян показал, что 72,4 % считали, что Израиль должен признать массовые убийства армян в Турции в 1915 году геноцидом армянского народа. Если ценой признания стал бы разрыв с Турцией, доля сторонников признания падала до 43,8 %. Аналогичный опрос в 2011 году показал поддержку признания геноцида со стороны уже 89 % респондентов. Согласно The Jerusalem Post многие израильтяне считают, что геноцид армян следует признать.
В июне 1982 года в Иерусалиме планировалась Первая международная конференция по вопросам Холокоста и геноцида, открытие которой должно было пройти в мемориале Яд ва-Шем. В программе конференции предусматривались 150 лекций, пять из которых были посвящены геноциду армян. Турция оказала сильное давление на Израиль, и МИД Израиля потребовал, чтобы организаторы конференции исключили из программы доклады о геноциде армян. В результате армянские доклады остались в программе, но мемориал Яд ва-Шем отказал организаторам конференции и она была перенесена в Тель-Авив. Ряд организаторов конференции подал в отставку, заявив об опасности для турецких евреев. МИД Израиля и Турция отрицали давление на организаторов и участников. Конференция была поддержана израильской прессой и имела успех.
Первый раз документальный фильм о событиях 1915 года, снятый Яаковом Ахимеиром, был показан в популярной программе новостей «календарь недели» 22 апреля 1994 года, и с того времени ежегодно в преддверии 24 апреля хотя бы один израильский телеканал сообщает о предстоящей годовщине. Репортаж был раскритикован послом Турции, заявившим, что отношение Израиля к армянскому вопросу противоречит совместным интересам Турции и Израиля. Во время дебатов в кнессете по заявлению посла Турции, заместитель министра иностранных дел Йоси Бейлин заявил, что события 1915 года несомненно были геноцидом, а не просто гибелью людей во время гражданской войны. Заявление Бейлина было расценено некоторыми СМИ как признание Израилем геноцида армян. В дальнейшем официальная позиция Израиля под давлением Турции стала меняться. Турция являлась одной из немногих мусульманских стран, поддерживающих дипломатические отношения с Израилем, была крупным бизнес-партнёром Еврейского государства, и могла оказать серьёзное влияние на население ПНА, ведущих интифаду. В 2000 году генеральный директор министерства иностранных дел Израиля Алон Лиэль фактически дезавуирвал слова Бейлина о геноциде армян. В 2001 году министр иностранных дел Шимон Перес заявил, что сравнивать геноцид армян и Холокост невозможно, и что в первом случае имела место трагедия, но не геноцид. Ряд еврейских лидеров осудил заявление Переса. МИД Израиля заявил, что утверждения о событиях 1915 не были сказаны Пересом, и что он был неверно процитирован турецкой прессой. В 2002 году посол Израиля в Армении, Ривка Коэн, повторила тезис Переса о невозможности сравнения Холокоста и «армянской трагедии», что вызвало протест МИДа Армении. В ответе на этот протест МИД Израиля заявил, что признаёт огромное количество армянских жертв, но также считает Холокост уникальным явлением, несравнимым с армянскими событиями.
Резолюции о признании геноцида армян 5 раз выносились на обсуждение в Кнессете, но были отклонены.
13 мая 2014 года в кнессете прошло специальное заседание, на котором обсуждалась возможность признания геноцида армян до 100-летней годовщины этого события в 2015 году. Ряд парламентариев поддержал эту инициативу. «Мы не можем отрицать историю и обходить человеческие ценности из-за дипломатической или политической целесообразности», — заявил на заседании спикер кнессета Юлий Эдельштейн.
Питер Балакян отмечает, что еврейские исследователи, в том числе и за пределами Израиля, такие как Эли Визель, Роберт Джей Лифтон, Дебора Липштадт, Роберт Мелсон, Яир Орон, и др, внесли выдающийся вклад в изучение геноцида армян.

### Коллективные резолюции
8 июня 2000 года в газетах The New York Times и The Jerusalem Post опубликовано заявление 126 исследователей Холокоста (в их числе Иегуда Бауэр, Израэль Чарни и Эли Визель), подтвердивших бесспорность факта геноцида армян в Первой мировой войне.
В августе 2001 года было опубликовано «Заявление исследователей, раввинов, учителей, общественных лидеров и студентов еврейского происхождения», в котором утверждался факт геноцида армян. В числе подписавшихся были Леон Ботстейн, Рут Мессинджер, Эфраим Карш, Роберт Джей Лифтон, Дебора Липштадт, Роберт Мелсон и другие.

## Россия
Несмотря на то, что РФ признала факт Геноцида армян в 1995 году, ряд российских деятелей (Михаил Мейер, Гейдар Джемаль и другие) также предпринимали попытки публичного отрицания геноцида армян. В 2008 году Генконсульство РФ в Трабзоне в информационном сообщении, опубликованном на официальном сайте Генконсульства, поставила под сомнение факт Геноцида армян в Османской империи, используя формулировку «так называемый армянский геноцид». В этой связи, ряд общественных объединений Республики Армения подготовили обращение в Департамент информации и печати МИД РФ, в Посольство Российской Федерации в Ереване, в Генконсульство Российской Федерации в Трабзоне, в котором потребовали извинений. Позже данная формулировка была изменена.

## Украина
Официальный Киев не решается классифицировать массовые убийства армян именно как акт геноцида, главным образом, из-за опасения испортить отношения с Турцией и Азербайджаном, а также учитывая непризнание самой Арменией Голодомора. Тем не менее, подобная оценка часто озвучивается в публичном пространстве, в том числе на самом высшем уровне. Было и несколько попыток провести соответствующее решение через парламент, однако неудачно. В то же время предпринимаются меры, направленные на освещение темы геноцида: ежегодно 24 апреля Союз армян Украины и региональные армянские общины проводят кинопоказы, научные конференции, концерты и массовые мероприятия. 

## Судебные процессы над «отрицателями»
В 1995 году гражданский суд Франции осудил заявления историка Бернарда Льюиса и оштрафовал его за отрицание армянского геноцида на один франк, а также приговорил к обязательной платной публикации приговора в отношении себя в Le Monde. Суд постановил, что, в то время как Льюис имеет право на собственные взгляды, они в действительности нанесли вред третьим лицам и «только скрывая факты, которые противоречили его убеждениям, ответчик смог заявить, что не существует „серьезного доказательства“ геноцида армян; следовательно, он пренебрег обязанностью быть объективным и благоразумным при высказывании о такой спорной теме, не имея при этом на то квалификации».
В октябре 2006 года Национальное собрание Франции приняло законопроект, который рассматривал отрицание геноцида армян как преступление; законопроект, предусматривающий тюремное заключение сроком до 1 года и штраф в 45 000 франков, был повторно принят 22 декабря 2011 года, а 23 января 2012 года Сенат подтвердил это решение. Однако законопроект не вступил в силу, так как 28 февраля 2012 года Французский Конституционный совет принял решение, согласно которому закон, наказывающий за отрицание армянского геноцида в Османской империи в 1915 году, признан противоречащим французской Конституции, потому что является покушением на свободу выражения мнений и общения.
В октябре 2008 года швейцарский суд обвинил троих турок в расовой дискриминации, так как они утверждали, что армянский геноцид — это «международная ложь». Политический деятель Али Мерчан был приговорён к штрафу в 4500 швейцарских франков, а остальные — к штрафу в 3600 швейцарских франков.
В марте 2007 года турецкий политический деятель Догу Перинчек за отрицание геноцида армян был признан виновным в расовой дискриминации швейцарским окружным судом Лозанны. Перинчек опротестовал решение, однако в декабре 2007 года швейцарский федеральный суд оставил приговор без изменений. В декабре 2013 года Европейский суд по правам человека счёл осуждение Перинчека противоправным, обосновав своё решение принципом свободы слова. Не согласившись с этим постановлением, Швейцария попыталась опротестовать решение ЕСПЧ в судебном порядке, однако 15 октября 2015 года Большая палата ЕСПЧ отклонила апелляционное обращение.
В отдельном пояснении к решению Большая палата суда отметила, что установление исторического факта геноцида не входит в компетенцию суда по правам человека. В пояснении отмечено, что суд не занимался вопросом правомерности криминализации отрицания геноцида в принципе, но что в данном случае суд рассматривал только факты заявлений Перинчека, которые, по мнению суда, не содержат выражений ненависти или нетерпимости, и реализуют право Перинчека на свободу слова, гарантированную статьёй 10 Европейской конвенции по правам человека. Суд отказал Перинчеку в компенсации в размере 120 тыс. евро и судебных издержек. Официальные представители Армении (заявлена третьей стороной в процессе) поддержали решение суда. Также решение было поддержано известными адвокатами Джеффри Робертсоном и Амаль Клуни, представителями Армении в суде, заявившими, что Перинчек является только провокатором.

### Приверженцы
- Armenian Genocide Debate (англ.) Архивная копия от 28 февраля 2009 на Wayback Machine
- Armenian issue
- Tall Armenian Tale (англ.) Архивная копия от 31 декабря 2008 на Wayback Machine

### Книги
- Akçam T. From Empire to Republic: Turkish Nationalism and the Armenian Genocide. — London: Zed Books Ltd, 2004. — 273 p. — ISBN 1842775278, ISBN 9781842775271.
- Auron Y. The Banality of Denial: Israel and the Armenian Genocide. — Transaction Publishers[англ.], 2004. — 338 p. — ISBN 076580834X, ISBN 9780765808349.
- Bartrop P. R.[англ.], Jacobs S. L.[англ.]. Fifty Key Thinkers on the Holocaust and Genocide (англ.). — Routledge, 2013. — 336 p. — ISBN 978-0-415-77550-2.
- Bloxham D. The great game of genocide: imperialism, nationalism, and the destruction of the Ottoman Armenians. — Oxford University Press, 2005. — 329 p. — ISBN 0199273561, ISBN 9780199273560.
- Charny I. W. Encyclopedia of genocide. — Santa Barbara, California: ABC-CLIO, 1999. — 718 p. — ISBN 9780874369281.
- Cheterian, Vicken[англ.]. Open Wounds: Armenians, Turks and a Century of Genocide :  [англ.]. — Hurst[англ.], 2015. — ISBN 978-1-84904-458-5.
- Göçek, Fatma Müge. Denial of Violence: Ottoman Past, Turkish Present and Collective Violence Against the Armenians, 1789–2009. — Oxford University Press, 2015. — ISBN 978-0-19-933420-9.
- Hovannisian R. G. The Armenian genocide: history, politics, ethics. — Palgrave Macmillan, 1992. — 362 p. — ISBN 0312048475, ISBN 9780312048471.
- Hovannisian R. G. Remembrance and denial: The Case of the Armenian Genocide. — Wayne State University Press, 1998. — 328 p. — ISBN 0-8143-2777-X, ISBN 978-0-8143-2777-7.
- Hovannisian, Richard G. Denial: The Armenian Genocide as a Prototype // Remembering for the Future: The Holocaust in an Age of Genocide :  [англ.]. — Palgrave Macmillan UK, 2001. — P. 796–812. — ISBN 978-1-349-66019-3.
- Melson R. Revolution and Genocide: On the Origins of the Armenian Genocide and the Holocaust. — University of Chicago Press, 1996. — 386 p. — ISBN 0226519910, ISBN 9780226519913.
- Shelton D. L. Encyclopedia of Genocide and Crimes Against Humanity. — Macmillan Reference[англ.], 2005. — 1458 p. — ISBN 0028658485, ISBN 9780028658483.
- Suny R. G., Göçek F. M.,  Naimark N. M. A Question of Genocide: Armenians and Turks at the End of the Ottoman Empire. — Oxford University Press, 2011. — 465 p. — ISBN 9780195393743.
- Totten S.[англ.], Bartrop P. R.[англ.], Jacobs S. L.[англ.]. Dictionary of Genocide. — Greenwood Press, 2008. — 534 p. — ISBN 0-31332-967-2, ISBN 978-0-31332-967-8.

### Статьи
- Gürpınar, Doğan (2016). The Manufacturing of Denial: the Making of the Turkish 'Official Thesis' on the Armenian Genocide Between 1974 and 1990. Journal of Balkan and Near Eastern Studies. 18 (3): 217–240. doi:10.1080/19448953.2016.1176397.
- Suny R. G. Dialogue on Genocide: Efforts by Armenian and Turkish Scholars to Understand the Deportations and Massacres of Armenians During World War I (англ.) // Ab imperio. — 2004. — No. 4. — P. 79—86.
- Smith, Roger W. (2015). Introduction: The Ottoman Genocides of Armenians, Assyrians, and Greeks. Genocide Studies International. 9 (1): 1–9. doi:10.3138/gsi.9.1.01.
- Suny, Ronald Grigor (2009). Truth in Telling: Reconciling Realities in the Genocide of the Ottoman Armenians. The American Historical Review. 114 (4): 930–946. doi:10.1086/ahr.114.4.930.